# Джьотиша

Джьотиша

Джьотиш(а) (санскр. ज्योतिष — IAST: jyotiṣa — «астрономия, астрология» от IAST: jyotis — «свет, небесное светило») — астрология индуизма. Также называется индийской астрологией или ведической астрологией.

## Разделы
По традиции подразделяется на три ветви:
- Сиддханта — традиционная индийская астрономия.
- Самхита, также называемая Медини Джьотиша (мунданная астрология) — предсказание важных событий в стране на основе анализа астрологической динамики её гороскопа, а также всеобщие события, как, например, война, землетрясение, политические перемены, финансовые показатели, элективная астрология.
- Хора — хорарная астрология, основанная на анализе гороскопа, построенного на момент возникновения вопроса.

Последние две являются частью предсказательной астрологии (Пхалита). Поэтому в целом индийская астрология подразделяется на две ветви Ганита (Сиддханта) и Пхалита (Самхита и Хора).

## Особенности
Основание джьотиши — бандху. Это понятие встречается в Ведах и означает связь между микрокосмом и макрокосмом. На практике джьотиша основывается на сидерическом зодиаке, который отличен от тропического, используемого в западной астрологии. В джьотише делается коррекция в связи с прецессией точки весеннего равноденствия. Например, авторы Сурья-сиддханты, а также астроном Ариабхата и астролог Варахамихира, использовали сидерическую Айанамшу на основе звезды Ревати (ζ Piscium).
Однако в «Хора Ратне» 2.433-437, которая была написана в XV веке, утверждается, что в Индии, наряду со сторонниками сидерического Зодиака, также были и сторонники тропического Зодиака. Возможно это было связано с тем, что Зодиак описан в Пуранах и Рамаяне как тропический.
Джьотиша включает несколько подсистем интерпретации и предсказания с некоторыми элементами, которые отсутствуют в западной астрологии, например, система лунных стоянок. В Индии используют два стиля гороскопа: южный и северный. Также существует подраздел Хаст самудри, изучающий гороскоп при помощи линий на ладонях, и называется ведической хиромантией или Джьотиша пальмистри.

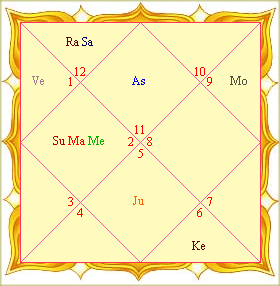
Североиндийский гороскоп

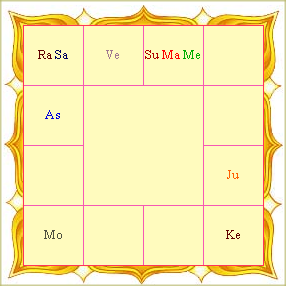
Южноиндийский гороскоп

Астрология имеет важное значение в жизни индуистов. В индийской культуре новорождённым по традиции дают имя, основанное на их гороскопах, а понятия и идеи джьотиши глубоко проникли в систему календарей и праздников так же, как и в другие области жизни. Например, джьотиша используется при принятии решения о бракосочетании, открытии нового бизнеса или переезде в новое жилище. Астрология даже сохраняет свою позицию среди «традиционных наук» в современной Индии. После спорного решения Высшего Суда штата Андхра-Прадеш (2001) некоторые индийские университеты стали предлагать учёную степень по ведической астрологии, однако введение курса джьотиши в университетах вызвало резкую реакцию научного сообщества Индии, выразившего протест против попыток придания научного статуса псевдонауке.
Сама зодиакальная гороскопия находится только в текстах категории Смрити, а в текстах категории Шрути находится исключительно астрология накшатр, без Зодиака. Двенадцать ведийских солнечных месяцев, в Шрути, не имеют зодиакальных ассоциаций.
Однако Наваграха в Шрути упоминается.
В нынешнем джьотише обычно используется система полнознаковых домов гороскопа, однако в старинной Сурья-сиддханте предписана неравнодомная система.

## История
Термин джьотиша как одна из Веданг (шести вспомогательных дисциплин ведийской религии) используется в «Мундака-упанишаде» и поэтому, вероятно, датируется временами Маурьев. «Веданга-джьотиша» была записана Лагадхой и содержала правила отслеживания движения солнца и луны.
Документированная история джьотиши берёт начало с взаимодействия индийской и эллинской культур во время индо-греческого периода. Самые древние сохранившиеся трактаты, такие как «Явана-джатака» или «Брихат-самхита», датируются первыми веками нашей эры. Самый древний астрологический трактат на санскрите «Явана-джатака» («Высказывания греков») — это стихотворное переложение, выполненное Спхуджидхваджей в 269—290 годах, являющееся переводом ныне утерянного греческого трактата греко-индийского астролога Яванешвары (II в.).
Первые известные авторы, которые писали трактаты по астрономии, появились в V веке н. э., когда начался классический период индийской астрономии. Кроме теорий Арьябхаты, изложенных в «Арьябхатии» и утерянной «Арья-сиддханте», существует также «Панча-сиддхантика» Вараха Михиры.
Основные тексты, на которые опирается современная индийская астрология, это компиляции раннего Средневековья.
В основном опирается на «Брихат Парашара Хора Шастру», как на наиболее полно сохранившийся хорарный текст, якобы одного из самих легендарных Риши. «Хора-шастра» состоит из 71 главы. Первая её часть (главы 1-51) датируется VII веком и началом VIII-го, а вторая (главы 52-71) — концом VIII века.
Английские переводы этой книги были опубликованы Н. Н. Кришнарау и В. Б. Чудхари в 1963 и 1961 годах соответственно.
В критическом санскритском издании «Брихат-парашара-хора-шастры» исключены все главы и фрагменты содержавшие астрологию Джаймини.
А также опирается на иные, сохранившиеся лишь частично, неисторические тексты: «Гарга Хору», «Бхригу Сутры», «Шива Джатаку», «Гаури Джатаку», «Джйотишарнава Наванитам», «Бхригу Самхиту», «Равана Самхиту», «Ломаша Самхиту», «Васиштха Самхиту», «Нарада Самхиту», «Кашьяпа Самхиту».
И на множество астрологических текстов от простых индийских средневековых авторов, такие как «Саравали», датируется около 800 года.
Ни одна из нынешних североиндийских традиций джьотиша не сохранилась в своём первоначальном объеме, с полными: «Сиддхантой», «Хорой» и «Самхитой».
В целом хронология возникновения основных текстов зодиакального джьотиша следующая:
- «Явана Джатака»[31] — III век н. э.
- «Сатья Джатака»[32] — III век н. э.
- «Сурья Сиддханта» — V век н. э.
- «Брихат Джатака» — VI век н. э.
- «Шатпанчашика» — VI век н. э.
- «Брихат Парашара Хора Шастра» — VIII век н. э.
- «Саравали» — VIII век н. э.
- «Бхагавата Пурана» (глава с гороскопом Кришны) — IX век н. э.
- «Гаруда Пурана» (астрологические главы) — X век н. э.
- «Агни Пурана» (астрологические главы) — XI век н. э.
- «Сарвартха Чинтамани» — XIII век н. э.
- «Пхаладипика» — XIII век н. э.
- «Хора Сара» — XIV век н. э.
- «Чаматкара Чинтамани» — XIV век н. э.
- «Джатака Париджата» — XV век н. э.
- «Джатака Бхаранам» — XV век н. э.
- «Хора Ратнам» — XV век н. э.
- «Кхаманикья» (глава с гороскопом Кришны) — XV век н. э.
- «Нарада Пурана» (астрологические главы) — XVI век н. э.
- «Саптариши Нади» — XVI век н. э.
- «Шамбху Хора Пракаша» — XVI век н. э.
- «Уттара Каламрита» — XVII век н. э.
- «Прашна Марга» — XVII век н. э.
- «Дэва Кералам» — XVII век н. э.
- «Джаймини Сутры» — XVIII век н. э.
- «Лал Китаб» — XIX век н. э.

В критических изданиях Рамаяны и Хариванши исключены гороскопы Рамы и Кришны, как одни из поздних интерполяций.
Развитие астрологии в Индии было важным фактором в развитии астрономии раннего Средневековья.

## В современной Индии
Дэвид Пингри отмечает, что джьотиша и аюрведа — это две традиционные дисциплины, которые лучше всех выжили в современной Индии, хотя обе трансформировались под влиянием Запада.
В начале 2000-х джьотиша стала предметом политической борьбы между представителями религии и академического сообщества. Комиссия по университетским грантам и Министерство по развитию человеческих ресурсов решили ввести курс «ведической астрологии» (IAST: jyotir vijñāna) в индийских университетах, подкрепляя это решением Высшего суда штата Андхра-Прадеш, несмотря на широкие протесты от научного сообщества Индии и индийских учёных, работающих за рубежом, и извещение от Высшего Суда Индии, что это скачок назад, подрывающий научное доверие, которое заработала страна к этому времени. Высший суд индийского мегаполиса Мумбаи в 2011 году отклонил требование запретить рекламу астрологии, заключив, что она является «уважаемой наукой», практикуемой 4 тыс. лет, и не подпадает под действие закона 1954 года, запрещающего публично выступать с ложными прогнозами. В настоящее время несколько индийских университетов предлагают учёные степени в джьотише. Ряд исследований в Индии показал неэффективность предсказаний индийских астрологов.

### Академическая литература
Энциклопедии
- Булич С. К. Джьотиша // Энциклопедический словарь Брокгауза и Ефрона : в 86 т. (82 т. и 4 доп.). — СПб., 1890—1907.
- Kim Plofker, «South Asian mathematics; The role of astronomy and astrology», Encyclopedia Britannica (online edition, 2008)
- Pingree D., Gilbert R. A. «Astrology», Encyclopedia Britannica
- «Hindu Chronology», Encyclopædia Britannica Eleventh Edition (1911)

Статьи
- Chandra S.[англ.] «Religion and State in India and Search for Rationality», Social Scientist (2002).
- Pingree D.«Astronomy and Astrology in India and Iran» , Isis — Journal of The History of Science Society (1963), 229—246.
- Pingree D. Jyotiḥśāstra: Astral and Mathematical Literature. — Wiesbaden: Harrassowitz Verlag[нем.], 1981. — 149 p. — (A history of Indian literature : Vol. 6: Scientific and technical literature: Pt. 3., Fasc. 4; J. Gonda (Ed.)). — ISBN 3-447-02165-9.
- Burgess E. «On the Origin of the Lunar Division of the Zodiac represented in the Nakshatra System of the Hindus», Journal of the American Oriental Society[англ.] (1866).
- Whitney W. D. «On the Views of Biot and Weber Respecting the Relations of the Hindu and Chinese Systems of Asterisms»", Journal of the American Oriental Society[англ.] (1866).